# Cecilia Österholm
Cecilia Marie Sörbom Österholm, tidigare Österholm, född 4 maj 1977 i Hofors församling, Gävleborgs län, är en svensk nyckelharpist. Hon är medlem i banden Systerpolskan och Siri Karlsson.

## Diskografi
- 2000 – Zeke. Tillsammans med Kerstin Andersson.[2]

- 2015 – Polska till Vendelsjön. Tillsammans med Erika Lindgren Liljenstolpe.[3]

### Siri Karlsson
- 2008 – Mellan träden.[4]

- 2011 – Gran Fuego.[5]

- 2022 – 100 DB.[6]

### Medverkar
- 2007 – Verklighet & Beat med Eric Malmberg.[7]

- 2009 – La Voix Du Nord med Malena Ernman.[8]

- 2011 – Ballad of This Land med Nicolai Dunger.[9]

- 2011 – O klang och jubeltid med Benny Anderssons orkester.[10]

- 2011 – Opera di Fiori med Malena Ernman.[11]

- 2012 – Flora & Fauna.[12]

- 2021 – The Wide, Wide River med James Yorkston and The Second Hand Orchestra.[13]